# 海城西駅
海城西駅（かいじょうにしえき）とは、中華人民共和国遼寧省鞍山市海城市に位置する哈大旅客専用線と盤営旅客専用線の駅。

## 歴史
- 2012年12月1日　開業。

## 隣の駅
中華人民共和国鉄道部
哈大旅客専用線
鞍山西駅 - 海城西駅 - 営口東駅
盤営旅客専用線
盤錦駅 - 海城西駅
座標: 北緯40度54分46秒 東経122度39分14秒 / 北緯40.912898度 東経122.653881度